# 굿 나잇 앤 굿 럭
《굿 나잇 앤 굿 럭》(영어: Good Night, and Good Luck., 영어: good night, and good luck.으로 표현)은 2005년 공개된 미국의 역사 드라마 영화이다. 조지 클루니가 연출하고 그랜트 헤슬로브와 공동 각본을 썼으며 데이비드 스트러세언, 퍼트리샤 클라크슨 등과 함께 출연하였다. 이 영화는 언론의 책임과 정부 정책에 대한 비판적 시각의 중요성을 보여준다.

## 줄거리
영화는 1958년 10월 25일 에드워드 R. 머로를 기념하는 행사로 시작한다. 머로는 연설 중에 조지프 매카시를 언급하고, 영화는 1953년으로 돌아가 매카시가 미국 정부 내에 200명이 넘는 공산주의자가 있다고 주장하던 시점을 보여준다.
CBS 뉴스팀이 다음 방송에 내보낼 내용을 논의하던 중 머로는 공산주의자로 몰린 가족 때문에 군으로부터 부당하게 유죄 판결을 받은 공군 병사 마일로 러둘러비치의 사건을 파헤치자고 한다. 머로의 팀은 이 사건을 조사한 뒤 관련 보도를 내보내기로 결정한다. 군은 방송을 막으려 하지만 머로의 프로그램인 〈See It Now〉를 통해 러둘러비치 사건이 보도된다.
이후 뉴스팀은 매카시 상원 의원 자체에 집중하기 시작한다. 머로는 매카시의 주장을 비판하고 그가 사용하는 부당한 조사 기법과 거짓 주장을 폭로하는 한편 매카시가 직접 방송에 출연해 스스로를 변호할 기회를 제공한다. 한편 공군은 러둘러비치를 복귀시킨다.
1954년 4월 6일자 방송에 출연한 매카시가 예상대로 머로를 공산주의자라고 비난하자, 머로는 이를 반박하고 매카시의 방식을 비판하는 사람들은 모두 공산주의자로 몰린다는 사실을 지적한다. 이후 매카시에 대한 여론이 악화되고, 매카시는 군의 고발로 조사를 받게 된다. 하지만 빨갱이 소리를 들었던 뉴스팀 일원 홀런벡이 자살하면서 분위기가 무거워진다.
이후 매카시 청문회 실제 자료 영상이 나온다. 주요 방송 스폰서 중 하나를 잃은 머로의 프로그램은 방송 시간대를 옮겨야 하는 상황에 놓이고, 방송국 간부들은 머로의 팀에서 일부를 해고한다.
영화는 다시 초반의 연설 장면으로 돌아온다. 머로는 견해과 정보의 중요성을 설파하고, 시청자들에게 정보를 제공하고 계몽하는 텔레비전의 가능성이 경시되어선 안 된다는 것을 강조한다. 머로는 자신의 유명한 문구인 “굿 나이트, 앤드 굿 럭”으로 연설을 마무리한다.

## 출연진
- 데이비드 스트러세언 - 에드워드 R. 머로 역
- 퍼트리샤 클라크슨 - 셜리 워슈바 역
- 조지 클루니 - 프레드 W. 프렌들리 역
- 로버트 다우니 주니어 - 조지프 워슈바 역
- 프랭크 랜젤라 - 윌리엄 페일리 역
- 제프 대니얼스 - 시그 미컬슨 역
- 테이트 도너번 - 제시 자우즈머 역
- 레이 와이즈 - 돈 홀런벡 역
- 헬렌 슬레이턴휴스 - 메리 역
- 앨릭스 보스틴 - 내털리 역
- 톰 매카시 - 파머 윌리엄스 역
- 로즈 아브두 - 밀리 러너 역
- 리드 다이아몬드 - 존 에런 역
- 맷 로스 - 에디 스콧 역
- 그랜트 헤슬로브 - 돈 휴잇 역
- 글렌 모샤워 - 앤더슨 대령 역
- 돈 크리치 - 젱킨스 대령 역
- 로버트 존 버크 - 찰리 맥 역
- 로버트 네퍼 - 돈 수린 역
- 다이앤 리브스 - 재즈 가수 역
- JD 컬럼 - 무대 감독 역
- 피터 제이컵슨 - 지미 역
- 사이먼 헬버그 - CBS 사환 역
- 조지프 매카시 - 본인 (과거 촬영분, 크레디트 미기재)
- 리버라치 - 본인 (과거 촬영분, 크레디트 미기재)
- 로이 콘 - 본인 (과거 촬영분, 크레디트 미기재)
- 드와이트 D. 아이젠하워 - 본인 (과거 촬영분, 크레디트 미기재)
- 존 매클렐런 - 본인 (과거 촬영분, 크레디트 미기재)
- 마일로 러둘러비치 - 본인 (과거 촬영분, 크레디트 미기재)

## 기타 제작진
- 공동 제작: 바버라 A. 홀, 사이먼 프랭크스, 쉬기 카마사, 니노미야 기요타카
- 배역: 엘런 체노웨스
- 미술: 제임스 비슬
- 의상: 루이즈 프로글리
- 음향: 에드워드 타이스
- 조감독: 데이비드 웨브, 멀리사 V. 반스

## 우리말 녹음
MBC 성우진
- 양지운 - 에드워드 R. 머로(데이비드 스트러세언)
- 박일 - 프레드 프렌들리(조지 클루니)
- 정남 - 셜리 워슈바(퍼트리샤 클라크슨)
- 김용식 - 시그 미컬슨(제프 대니얼스)
- 권혁수 - 조 워슈바(로버트 다우니 주니어)
- 김태훈 - 윌리엄 페일리(프랭크 랜젤라)
- 김강산 - 돈 홀런벡(레이 와이즈) / 젱킨스(돈 크리치)
- 김호성 - 돈 수린(로버트 네퍼) / 존 매클렐런 의원(본인)
- 장성호 - 제시 자우즈머(테이트 도너번)
- 최석필 - 조지프 매카시(본인)
- 김용준 - 에디(맷 로스) / 앤더슨(글렌 모샤워)
- 송준석 - 존 에런(리드 다이아몬드) / 리드 해리스(본인)
- 이자옥 - 내털리(앨릭스 보스틴)
- 방성준 - 파머(톰 매카시) / 러둘러비치 중위(본인)
- 류승곤 - 리버라치(본인)
- 유상우 - 밀리(로즈 아브두)

## 같이 보기
- 매카시즘